# Mike Smith (Basketballtrainer)
Mike Smith (* 14. November 1965) ist ein US-amerikanischer Basketballtrainer.

## Laufbahn
Smith studierte an der Central Washington University. Er arbeitete ab 2005 als Co-Trainer beim deutschen Zweitligisten BV TU Chemnitz 99 und wurde vor der Saison 2006/07 zum Cheftrainer befördert. Anfang März 2007 wurde Smith von den Sachsen entlassen. Zur Saison 2007/08 wechselte er in die Basketball-Bundesliga zu TBB Trier, wo er Frank Baum als Co-Trainer ablöste. Da Trier mit Yves Defraigne und Frank de Meulemeester während der Saison zwei neue Trainer verpflichtete, wurde der Vertrag von Smith nach der Spielzeit nicht verlängert. Er blieb in Trier und trainierte die U19-Mannschaft in der Nachwuchs-Basketball-Bundesliga sowie gleichzeitig auch die Oberliga-Herren der TVG Baskets Trier. Im Dezember 2009 wechselte Smith als Cheftrainer zum Regionalligisten BiG Gotha und blieb bis zum Ende der Saison 2009/10 im Amt, nachdem er mit der Mannschaft den dritten Tabellenrang der 1. Regionalliga Süd-Ost erreicht hatte.
Von 2010 bis 2013 war er Cheftrainer beim luxemburgischen Erstligisten Black Star Mersch und arbeitete für den Verein auch im Jugendbereich. 2013/14 trainierte er bis Dezember 2013 mit AS Zolwer einen weiteren Erstligisten Luxemburgs, ebenso 2014/15, als er Trainer des Vereins Les Amis du Basketball Contern (AB Contern) war. 2015 wechselte er ins Traineramt beim BBC Arantia Fels (ebenfalls erste Liga Luxemburg) und arbeitete bis 2017 zwei Jahre für den Klub.
2016 und 2017 war er Assistenztrainer der luxemburgischen Nationalmannschaft, 2018 gehörte er als Co-Trainer zum Stab der luxemburgischen U20-Auswahl bei der B-Europameisterschaft in Bulgarien.
Im Sommer 2018 wurde Smith als neuer Cheftrainer des isländischen Zweitligisten UMF Sindri vorgestellt. 2022 trat er das Traineramt bei BBC Mambra Mamer in Luxemburg an. Er führte die Mannschaft 2023 zum Erstligaaufstieg. Nach sechs Niederlagen in Folge wurde Smith im Dezember 2023 von Mambra Mamer entlassen.
Mike Smith ist verheiratet und hat eine Tochter.